# Paimbœuf
Paimbœuf település Franciaországban, Loire-Atlantique megyében. Lakosainak száma 3030 fő (2022. január 1.). Paimbœuf Corsept, Saint-Père-en-Retz és Saint-Viaud községekkel határos.

## Népesség
A település népességének változása:
| Lakosok száma | 3802 | 3321 | 2842 | 3054 | 3260 | 3197 | 3090 | 3023 | 3008 | 3030 |
|               | 1968 | 1982 | 1990 | 2006 | 2013 | 2015 | 2017 | 2019 | 2020 | 2022 |